# Emilie Rantzau
Emilie von Schimmelmann (født Amalie "Emilie" Caroline Christiane von Rantzau) (2. juni 1752 Burg i Ditmarsken – 6. februar 1780 i København) var rigsgrevinde og holstensk komtesse, som var datter af Ditlev Carl von Rantzau og Gisele Christiane von Rantzau (f. Stammer).
I 1775 blev hun gift i Ahrensburg med den dansk-tysk lensgreve og politiker Ernst Heinrich von Schimmelmann. Hun døde af tuberkulose efter fem års ægteskab.
Til hendes minde rejste enkemanden et monument ved Emiliekilde i Klampenborg.